# Lepidophyma lipetzi
La lagartija nocturna de El Ocote (Lepidophyma lipetzi) es una especie de escincomorfos de la familia Dactyloidae.

## Distribución geográfica
Es endémica de Chiapas (México).

## Estado de conservación
Se encuentra amenazada por la pérdida de su hábitat natural.